# Yeşilyurt (Istanbul)
Yeşilyurt (letteralmente "patria verde" in turco) è una mahalle del distretto di Bakırköy a Istanbul, in Turchia. Si trova lungo il Mar di Marmara e confina a sud-ovest con il quartiere di Yeşilköy, a cui apparteneva una volta, e a nord-est con quello di Ataköy. La popolazione del quartiere è prevalentemente benestante e vive in basse case d'appartamento.
Yeşilyurt ha una stazione lungo la linea di metropolitana Marmaray fra Gebze e Halkalı. Il quartiere ha molti piccoli parchi e un'area verde. Yeşilyurt ospita anche Il Polat Renaissance Hotel e lo Yeşilyurt Spor Kulübü. Lo Yeşilköy Feneri, un faro costruito nel 1856 e ancora in uso, si trova sulla punta di Yeşilköy (in turco: Yeşilköy Burnu). I suoi annessi sono oggi utilizzati come ristorante di pesce e frutti di mare. Yeşilyurt è anche sede della Istanbul Hava Harp Okulu (Accademia Aeronautica) e del Museo dell'Aeronautica militare turca.